# Need for Speed II
Need for Speed II (с англ. — «Жажда скорости 2») — компьютерная игра серии Need for Speed в жанре аркадных автогонок, разработанная студией EA Canada и изданная компанией Electronic Arts в 1997 году для игровой приставки PlayStation и PC-совместимых компьютеров под управлением Windows. Игра является сиквелом The Need for Speed 1994 года. Специальная версия была выпущена осенью того же года для Windows под названием Need for Speed II Special Edition (SE).
Игра содержит несколько экзотических автомобилей и трассы в разных частях мира — Австралия, Германия, Канада, Непал, Мексика и США. В Need for Speed II были убраны полицейские погони и сегментные трассы, присутствовавшие в первой игре серии. Также сиквел обрёл более аркадный стиль, управление автомобилями было упрощено. В Need for Speed II предоставлены такие режимы, как «Single Race», «Knockout» и «Tournament».
Игра разрабатывалась одной из команд, работавшей над первой частью серии, EA Canada. В ходе создания аркада претерпела изменения в плане геймплея и концепции. Игровая пресса неоднозначно оценила Need for Speed II. Обозревателям понравились автомобили и дизайн трасс, однако, критиковали упрощённый геймплей и графику. В 1998 году было выпущено продолжение — Need for Speed III: Hot Pursuit.

## Игровой процесс

Гонка на автомобиле McLaren F1. Need for Speed II обрёл более аркадный стиль игры, по сравнению со своим предшественником

Need for Speed II представляет собой аркадную гоночную игру, выполненную в трёхмерной графике. На выбор игроку доступны три режима: «Single Race» (Одиночная гонка), «Tournament» (Турнир) и «Knockout» (Выбывание). В «Single Race» игрок сам выбирает автомобиль, трассу и настраивает соперников. О каждой трассе можно просмотреть информацию и настроить условия гонки, количество кругов. Выигрывает участник, который первым пересёк финишную черту на последнем круге. В режиме «Tournament» игроку предстоит поочерёдно проходить гонки на каждой из трасс. Каждая гонка состоит из четырёх кругов, и после прохождения участникам начисляются очки, в зависимости от занятого места. Выигрывает участник, который на протяжении всех трасс набрал большее количество очков. Режим «Knockout» представляет собой гонки, которые игроку предстоит поочерёдно проходить. В этом режиме невозможно выбрать трассу, настроить соперников и уровень сложности. Участник, который приходит в гонке на последнем месте, выбывает. Побеждает участник, который не выбыл на протяжении всех заездов. После прохождения гоночных заездов игрок может просмотреть повтор гонки и сохранить его. Есть возможность посмотреть рекорды, которые показывают лучшее время круга и самой гонки на каждой из трасс. В Need for Speed II также присутствует возможность многопользовательской игры для двух игроков с технологией разделённого экрана или же через Интернет до восьми игроков: по сети, через модем или Serial-кабель.
Как и в первой игре серии, в Need for Speed II представлены лицензированные автомобили от известных производителей, таких как Ford, Ferrari, Jaguar и других. Тем не менее в сиквеле большее внимание уделено суперкарам и концепт-карам, представляющие большую часть машин в игре. Так, например, в Need for Speed II представлен McLaren F1 и редкий экземпляр — Ford Indigo, а также некоторые другие спорткары. Также, как и в предыдущей части, в игре есть многочисленные данные об автомобилях, в том числе даты производства известных моделей, технические характеристики, исторические факты, панорамная съёмка салона, фотографии и видео с участием тех или иных машин. Помимо этого, в отличие от предшественника, в Need for Speed II появилась возможность перекрасить автомобиль (однако это доступно не для всех моделей), а также выбрать стиль управления — аркада (англ. Arcade) или симулятор (англ. Simulation), причём в последнем имеется возможность провести настройку управления автомобилем. Также можно настраивать производительность автомобилей. Как и в первой части серии, автомобили не получают повреждений в результате столкновений, а в случае аварии вновь восстанавливаются. Несмотря на то, что в игре представлены в основном реально существующие автомобили, присутствуют и вымышленные разработчиками модели. Присутствуют также весьма необычные «транспортные средства», такие как ящики, деревянные динозавры и другие, открывающиеся с помощью чит-кодов.

## Разработка и выход игры
Need for Speed II, как и первая игра серии, была разработана компанией EA Canada — подразделением Electronic Arts. Над игрой работали программисты, участвовавшие при создании оригинальной The Need for Speed. Тем не менее, в отличие от первой игры серии, разработчики создавали Need for Speed II только для двух платформ — игровой консоли PlayStation и персональных компьютеров под управлением Windows. Во время разработки команда пересмотрела концепцию первой части, и продолжение приобрело более аркадный стиль, чураясь реализма предшественника: было упрощено управление автомобилями, а дизайн трасс заимствует как особенности реально существующих местностей и стран, так и элементы фантастики, наподобие серии Cruis’n. Помимо этого, трассы стали более открытыми, и с дороги можно съезжать, чтобы сократить маршрут. В отличие от первой игры серии, в Need for Speed II также отсутствуют полицейские преследования и сегментные трассы, остались только замкнутые кольцевые треки. Тем не менее, в проекте появились новые игровые режимы, автомобили и возможности настроек. Большинство этих изменений были подвергнуты критике со стороны журналистов и поклонников серии.
Need for Speed II вышла весной 1997 года. Позднее, осенью того же года состоялся релиз специальной редакции под названием Need for Speed II: Special Edition для персональных компьютеров. Данное издание содержало одну новую трассу («Last Resort»), новые автомобили и стиль управления — дикий (англ. Wild), который можно использовать в режимах «Single Race» и «Knockout». Помимо этого, также имеется поддержка аппаратного ускорения Glide, используемого в 3dfx Voodoo и Voodoo2 видеокартах.

## Музыка

Обложка музыкального альбома Excessive Speed! — The Music From Need For Speed II

Саундтрек к игре написали композиторы Джефф ван Дайк, Саки Каскас, Ром Ди Приско, Криспин Хендс, Алистэир Хёрст, Роберт Риджихелг, Джей Веинлэнд, а также Koko Productions. Некоторые из них работали над музыкой предыдущей части — The Need for Speed. Для каждой трассы (локации) было создано по две музыкальные темы в жанрах инструментальный рок и техно, а сама музыка является интерактивной и её звучание и темп меняются в зависимости от ситуации на дороге, сегмента трассы и скорости автомобиля. Отдельные композиции были созданы специально для экрана меню и видео с демонстрациями автомобилей.
Need for Speed II, как и предшественник, подразделяет музыку на жанры рок и техно. Впоследствии возможность настроить музыкальные композиции появились вновь в Need for Speed: Hot Pursuit 2, где также подразделяется на эти жанры. Интерактивные мелодии позже использовались в Need for Speed III: Hot Pursuit, а затем появились вновь в Need for Speed: Most Wanted, в котором темп и звуковые дорожки в полицейских погонях менялись в зависимости от ситуации на дороге. Похожий принцип использован в Need for Speed: Carbon, где проигрывался тот или иной фрагмент музыки в зависимости от ситуации в гонке.
28 апреля 1997 года компанией Electronic Arts на компакт-дисках был выпущен альбом Excessive Speed! — The Music From Need For Speed II, включающий в себя 22 музыкальных трека из игры. Музыка из Need for Speed II впоследствии звучала в следующей игре — Need for Speed III: Hot Pursuit. Ремиксы композиций из игры были использованы в Need for Speed: The Run. Также музыка из Need for Speed II вошла в обновление «Legends» для игры Need for Speed 2015 года.
| №                   | Название                   | Длительность |
| ------------------- | -------------------------- | ------------ |
| 1.                  | «Headless Horse»           | 5:23         |
| 2.                  | «Feta Cheese»              | 4:05         |
| 3.                  | «Esprit»                   | 0:42         |
| 4.                  | «Corroboree»               | 2:45         |
| 5.                  | «Hell Bent For Lederhosen» | 5:11         |
| 6.                  | «Ford GT90»                | 0:35         |
| 7.                  | «Cerebral Plumbing»        | 4:55         |
| 8.                  | «Sound Stage Strut»        | 4:11         |
| 9.                  | «GTIv2»                    | 0:30         |
| 10.                 | «K2»                       | 6:31         |
| 11.                 | «Pavlova»                  | 2:42         |
| 12.                 | «ItalCala»                 | 0:40         |
| 13.                 | «Fasolatha»                | 3:30         |
| 14.                 | «Gore»                     | 4:57         |
| 15.                 | «Jag»                      | 0:43         |
| 16.                 | «Sanoqoua»                 | 4:16         |
| 17.                 | «Halling Ass»              | 2:48         |
| 18.                 | «Nashat»                   | 6:32         |
| 19.                 | «Heinerklingle»            | 3:38         |
| 20.                 | «McLaren»                  | 0:41         |
| 21.                 | «Siwash Rock»              | 3:22         |
| 22.                 | «Menu»                     | 4:00         |
| Общая длительность: | Общая длительность:        | 72:37        |

## Оценки и мнения
| Сводный рейтинг    | Сводный рейтинг    | Сводный рейтинг |
| Издание            | Оценка             | Оценка          |
| Издание            | PC                 | PS              |
| ------------------ | ------------------ | --------------- |
| GameRankings       | 68,25 %            | 71,39 %         |
| Metacritic         |                    | 71/100          |
| MobyRank           | 74/100 75/100 (SE) | 68/100          |
| Иноязычные издания |                    |                 |
| Издание            | Оценка             | Оценка          |
| Издание            | PC                 | PS              |
| AllGame            | [ 12 ]             | [ 13 ]          |
| Edge               | 6/10 (SE)          | 5/10            |
| EGM                |                    | 6,2/10          |
| GamePro            |                    | [ 15 ]          |
| GameRevolution     | B+                 |                 |
| GameSpot           | 7/10               | 7,3/10          |
| IGN                |                    | 6/10            |

Need for Speed II получила смешанные отзывы критиков, но в основном они носили позитивный характер. На сайте Metacritic версия для PlayStation имеет среднюю оценку в 71/100, а на GameRankings — 71,39 % в версии для PlayStation и 68,25 % в версии для ПК.
Обозреватель сайта IGN поставил проекту 6 баллов из 10 возможных, сказав, что Need for Speed II могла бы являться достойной гоночной игрой, похвалил автомобили, разнообразные трассы и управление, но заметил, что исполнение было испорчено плохой графикой и частотой кадров. Схожее мнение было у представителя журнала Edge, оценившего сиквел в 5 баллов из 10. Критик заявил, что после отличного оригинала для 3DO Need for Speed II является разочарованием; по мнению обозревателя, в продолжении не хватает и половины достоинств предшественника. Кроме того, некоторые представители также отмечали падения кадровой частоты в версии для ПК без мощной видеокарты. В журнале Electronic Gaming Monthly игра была оценена в 6,2 балла из 10.
Несмотря на сдержанные отзывы, некоторые критики позитивно оценили Need for Speed II. Глен Рубенштейн из GameSpot поставил игре 7,3 балла из 10 и похвалил отличные трассы, хорошую графику и реалистичные звуковые эффекты, но покритиковал уровень сложности. Схожее мнение было у обозревателя из Absolute PlayStation, которому понравились богатые игровые режимы и транспортные средства. Критик порекомендовал проект любителям гоночных аркад.

### Влияние
Несмотря на противоречивые отзывы критиков, многие элементы Need for Speed II, такие как интерактивная музыка и гоночный режим «Knockout», впоследствии использовались в следующих играх серии. Среди игроков сформировалось мнение о так называемом «проклятии чётных частей Need for Speed» — по мнению большинства рецензентов и фанатов, чётные игры серии зачастую оказывались хуже нечётных.

## Продолжение
Need for Speed III: Hot Pursuit — компьютерная игра в жанре аркадных автогонок, изданная компанией Electronic Arts для игровой приставки PlayStation и персональных компьютеров под управлением Windows в 1998 году. Это третья часть серии Need for Speed.
Как и предыдущие части серии, Need for Speed III: Hot Pursuit сосредотачивается на гонках с преследованиями на дорогих автомобилях по живописным трассам. В третьей части впервые появился режим «Погоня», в котором игрок может участвовать как в роли гонщика, так и полицейского. Всего в игре присутствует четыре режима: «Гонка», «Погоня», «Выбывание» и «Турнир». Имеется возможность как одиночной, так и многопользовательской игры.
Разработка Need for Speed III: Hot Pursuit велась студиями EA Canada для PlayStation и EA Seattle для персональных компьютеров. В третьей части серии разработчики значительно улучшили полицейские преследования и возможности настроек. Игра получила высокие оценки от прессы.